# كارولي غال
كارولي غال هو مصارع رياضي مجري، ولد في 14 مارس 1954 في بودابست في المجر.

## وصلات خارجية
- كارولي غال على موقع قاعدة بيانات المصارعة الدولية (الإنجليزية)
- كارولي غال على موقع أوليمبيديا (الإنجليزية)